# 卢静
卢静（1960年—），中国电视节目主持人、播音员，1980年代中国中央电视台《新闻联播》女播音员。1983年毕业于北京广播学院新闻系播音专业。曾为1980年代初中国中央电视台最年轻的女播音员和节目主持人。曾主持1984年中国中央电视台春节联欢晚会，多次主持中国大陆大型庆典活动。
1984年春节卢静同赵忠祥一起主持CCTV第二届春节联欢晚会，并朗诵《难忘今宵》（随后由李谷一主唱），响遍大地。
1989年后卢静曾随已婚的先生（实为丈夫赵庆）定居瑞典，1998年回国后到北京广播学院任教，现为中国传媒大学播音主持艺术学院教授。